# Томас Орбеллі

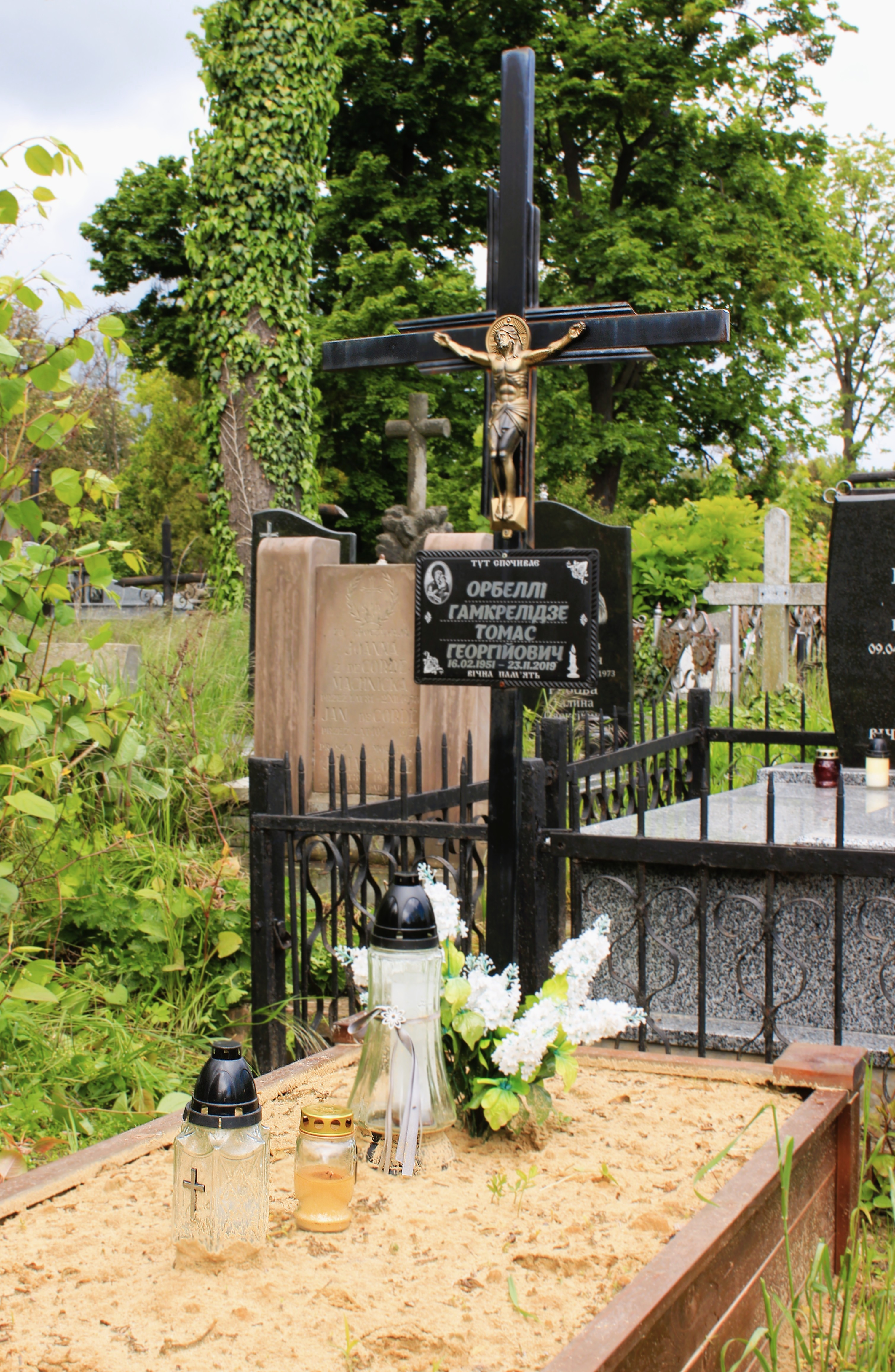
Могила художника Томаса Орбеллі.

Томас Орбеллі (16 лютого 1951, Тбілісі — 23 листопада 2019, Львів) — архітектор та художник грузинського походження.

## Життєпис
Томас Орбеллі народився 16 лютого 1951 року в Тбілісі.
Після закінчення Тбіліського політехнічного інституту спроєктував велику кількість музеїв, філармоній, готелів, санаторіїв, ресторанів, будинків відпочинку та житлових масивів в грузинських містах Батумі, Кутаїсі, Телаві, Зугдіді та Тбілісі. За власні роботи він отримував вітчизняні та міжнародні нагороди й премії. А малювання опановував у грузинського художника Ладо Гудіашвілі.
Згодом переїхав до Львова, де був вуличним художником. Створював малюнки на картонках, дощечках та старих платівках картини в стилі примітивізму.
Помер 23 листопада 2019 року у Львові. Похований на 1 полі Янівського цвинтаря.

## Пам'ять
Про історію життя та творчості Томаса Орбеллі знято документальний фільм «Львівський Піросмані» (режисер Людмила Тимошенко).